# Arrelles
Arrelles es una comuna francesa situada en el departamento de Aube, en la región de Gran Este.

## Demografía
| 151 | 103 | 119 | 92 | 85 | 73 | 87 |
| Para los censos de 1962 a 1999 la población legal corresponde a la población sin duplicidades (Fuente: INSEE [Consultar]) |     |     |    |    |    |    |